# Apatity
Apatity (rusky Апатиты) je město v Murmanské oblasti v Rusku. Přestavba původní osady souvisela se zahájením těžby apatitu a nefelinitu v roce 1935. Městský status získaly Apatity v roce 1966. Město, které se rozkládá se mezi jezerem Imandra a Chibinskými horami, leží na Murmanské železniční magistrále mezi Petrozavodskem a Murmanskem. Žije zde 48 410 obyvatel (2025).

## Geografická poloha
Město Apatity, které je po Murmansku druhým největším městem Murmanské oblasti, leží za severním polárním kruhem na východním břehu jezera Imandra. Rozkládá se v kopcovité krajině, která je předhůřím Chibinského pohoří. Nejvyšším bodem ve městě je vrch Vorobjinaja (гора Воробьиная, tj. "Vrabčí hora" ), vysoký 278,3 m n. m. Městem protékají dvě řeky, které ústí do jezera Imandra - Žemčužnaja (Жемчужная, v překladu "Perlová") a Bělaja (Белая, "Bílá"). Na severním okraji města, severně od železniční trati, která do roku 1996 spojovala Apatity a město Kirovsk, se kolem řeky Žemčužnaja rozkládají rozsáhlé bažiny.

## Historie
Původní osada vznikla v roce 1916 při stavbě Murmanské dráhy (v roce 1935 byla tato trať na počest S. M. Kirova přejmenována na Kirovskou dráhu), součásti tzv. Říjnové dráhy (Октябрьская железная дорога) jako "разъезд Белый" (v překladu "výhybna Bílý"). V současnosti se v místě někdejší výhybny nachází železniční stanice Apatity-1 (Апатиты-1). Obec Apatity vznikla v roce 1926 a tehdy měla jen 7 obyvatel. V roce 1935 byly zahájeny práce na těžbě ložiska apatitových a nefelinitových rud a v té souvislosti ves Apatity obdržela statut sídla městského typu, k němuž byla připojena i vesnice sovchozu "Industrija".

### Založení města
Skutečné založení města spadá však až do roku 1951, kdy vznikly plány na výstavu prvních jedenácti městských budov. V roce 1954 byla zahájena výstavba tzv. akademgorodku (Апатитский Академгородок) coby Kolského vědeckého centra Ruské akademie věd (Кольский научный центр РАН). Po Stalinově smrti se však výstavba zastavila až do roku 1956.

### Obnovení výstavby
Teprve poté byla obnovena výstavba města, včetně budování infrastruktury a potřebných institucí. V roce 1961 byla do Apatitů přemístěna pobočka Kolského vědeckého centra Ruské akademie věd. V roce 1966 došlo k reorganizaci, k městu byla připojena někdejší dělnická osada Molodjožnyj, která měla status sídla městského typu (Молодёжный, česky Mládežnický).

### Zastavení rozvoje
V roce 1976 byl schválen nový generální plán rozvoje města, v němž se počítalo s výstavbou řady šesti až desetipatrových domů s výhledem na dosažení počtu 100 000 obyvatel. Tento plán, ani následný plán, vypracovaný na počátku 90. let 20. století, se však kvůli pádu ekonomiky a rozpadu Sovětského svazu nepodařilo realizovat. Nebyly dokončeny některé důležité stavby, jako ústřední městská nemocnice, obytné domy a ubytovny, školy či kulturní zařízení.

### Současnost
Po roce 2012 začalo určité stavební oživení, zejména pokud jde o výstavbu nových obchodů a nákupního centra. Na Leninově náměstí byl vybudován nový památník obětem druhé světové války. Vznikly nové církevní stavby - v prvních letech 21. století byl ve městě postaven pravoslavný chrám Ruských novomučedníků a zpovědníků, v letech 2013-2017 byl ve Starých Apatitech vybudován chrám Iverské Matky Boží a v roce 2016 byla u příjezdu do města vysvěcena jedna z nejseverněji položených buddhistických stúp.
Dne 4. dubna 2024 byl ve městě po setkání s občany spáchán atentát na murmanského gubernátora Andreje Čibise, který byl pobodán, ale útok přežil.

## Ekonomika
Ve městě se nachází závod na obohacování apatitu a nefelinitu, Kirovská hydroelektrárna, závod montovaného železobetonu a různé průmyslové podniky. Hlavní průmyslové podniky se nacházejí v historických okresech Molodjožnaja a Staryje Apatity. Největší podnik, známý pod zkratkou ANOF-2 (АНОФ-2, вторая апатито-нефелиновая обогатительная фабрика), který je součástí akciové společnosti OAO Apatit (ОАО «Апатит»), se nachází severně od města v údolí řeky Bělaja na úpatí masívu Vuďjavrčorr (Вудъяврчорр - 1068 m n. m.), rozkládajícího se mezi městy Apatity a Kirovsk.
Ve městě Apatity nadále sídlí Kolský vědecký ústav Ruské akademie věd. Nedaleko od města jsou rozsáhlé hlubinné apatitové doly. Na území města bývalo šest železničních stanic a zastávek, část tratí je od 90. let 20. století uzavřena.

## Partnerská města
- Alta, Norsko
- Keminmaa, Finsko
- Kiruna, Švédsko
- Boden, Švédsko

## Fotogalerie

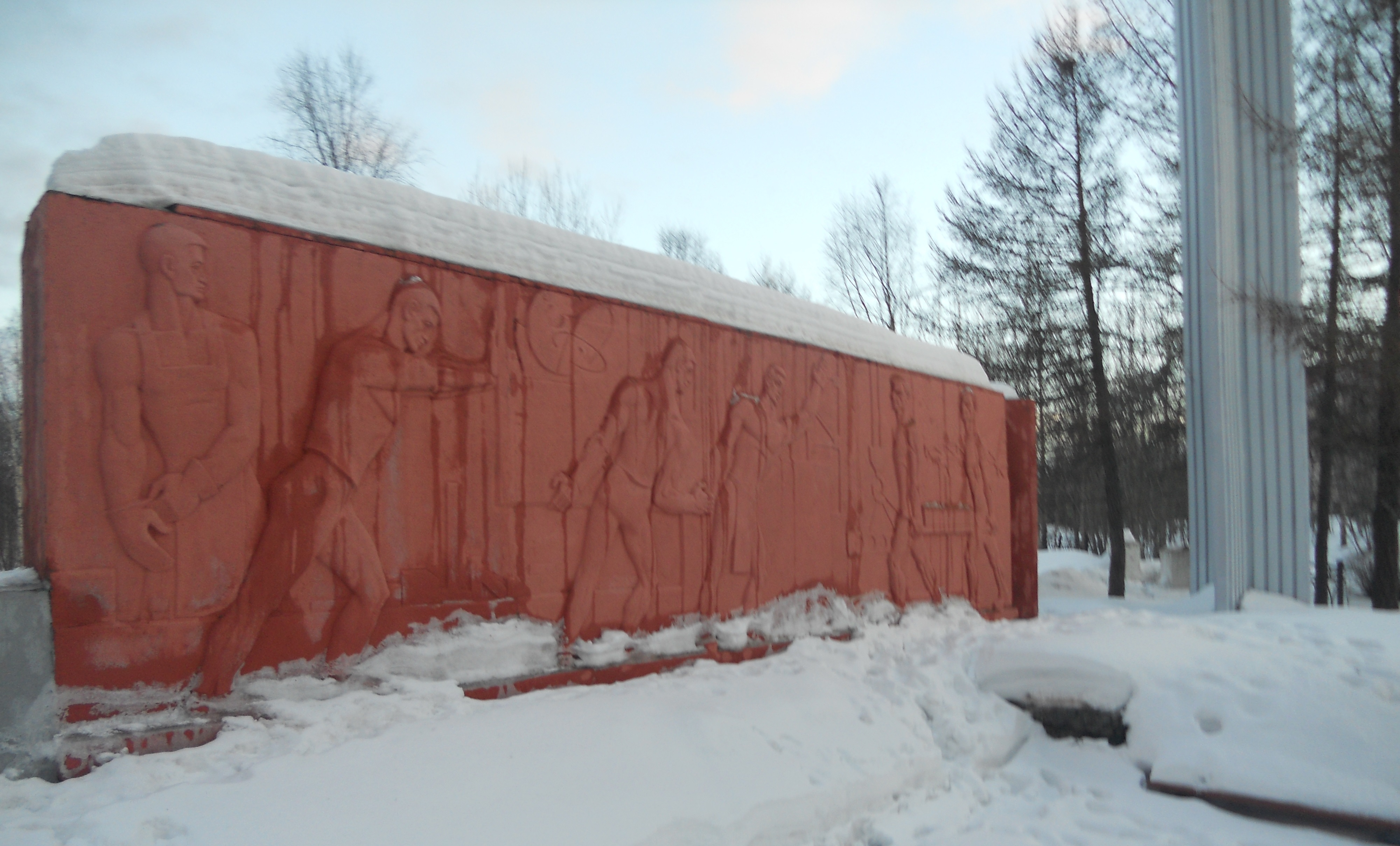
Památník budovatelům města
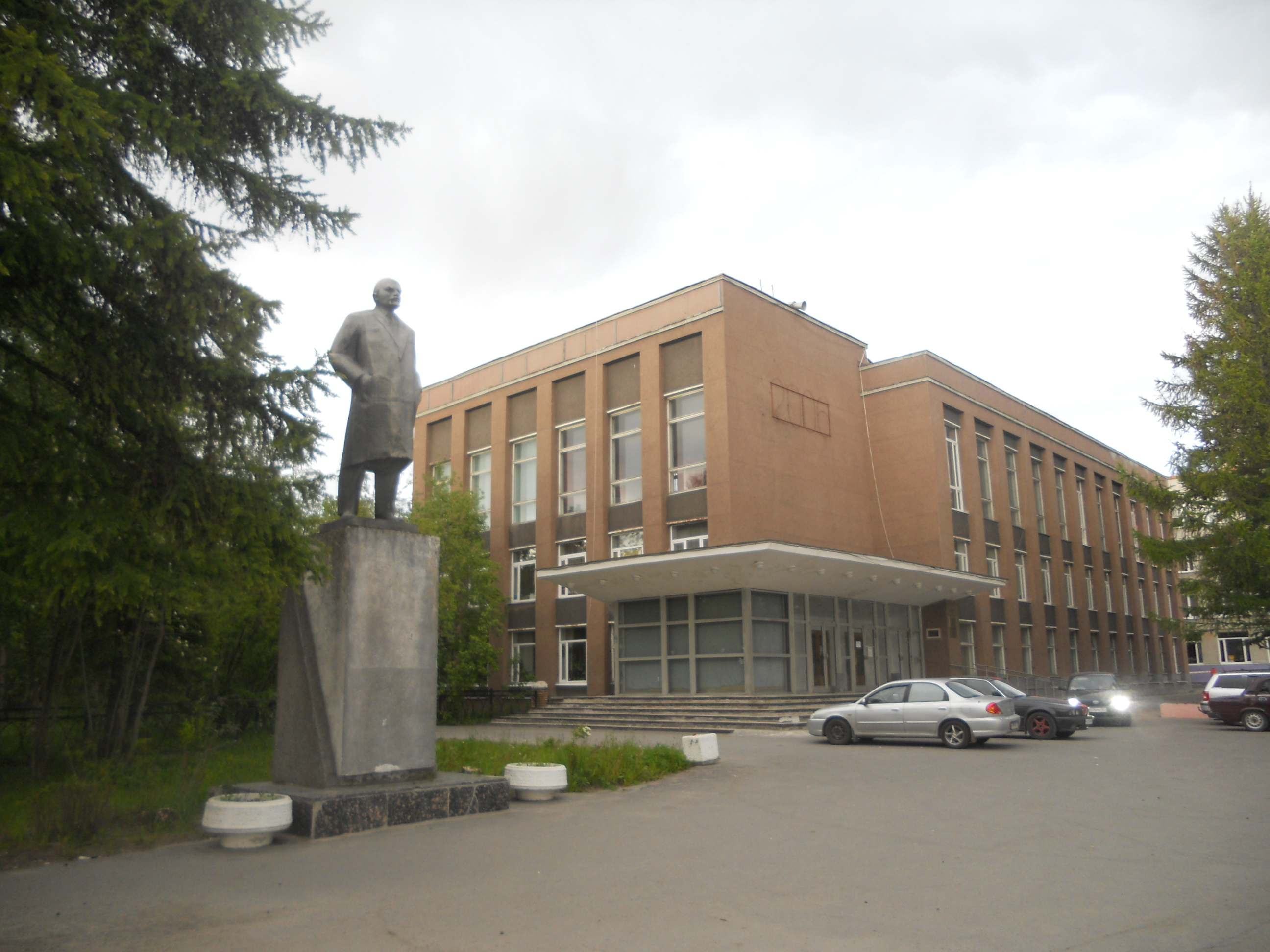
Pomník V. I. Lenina v centru (rok 2014)
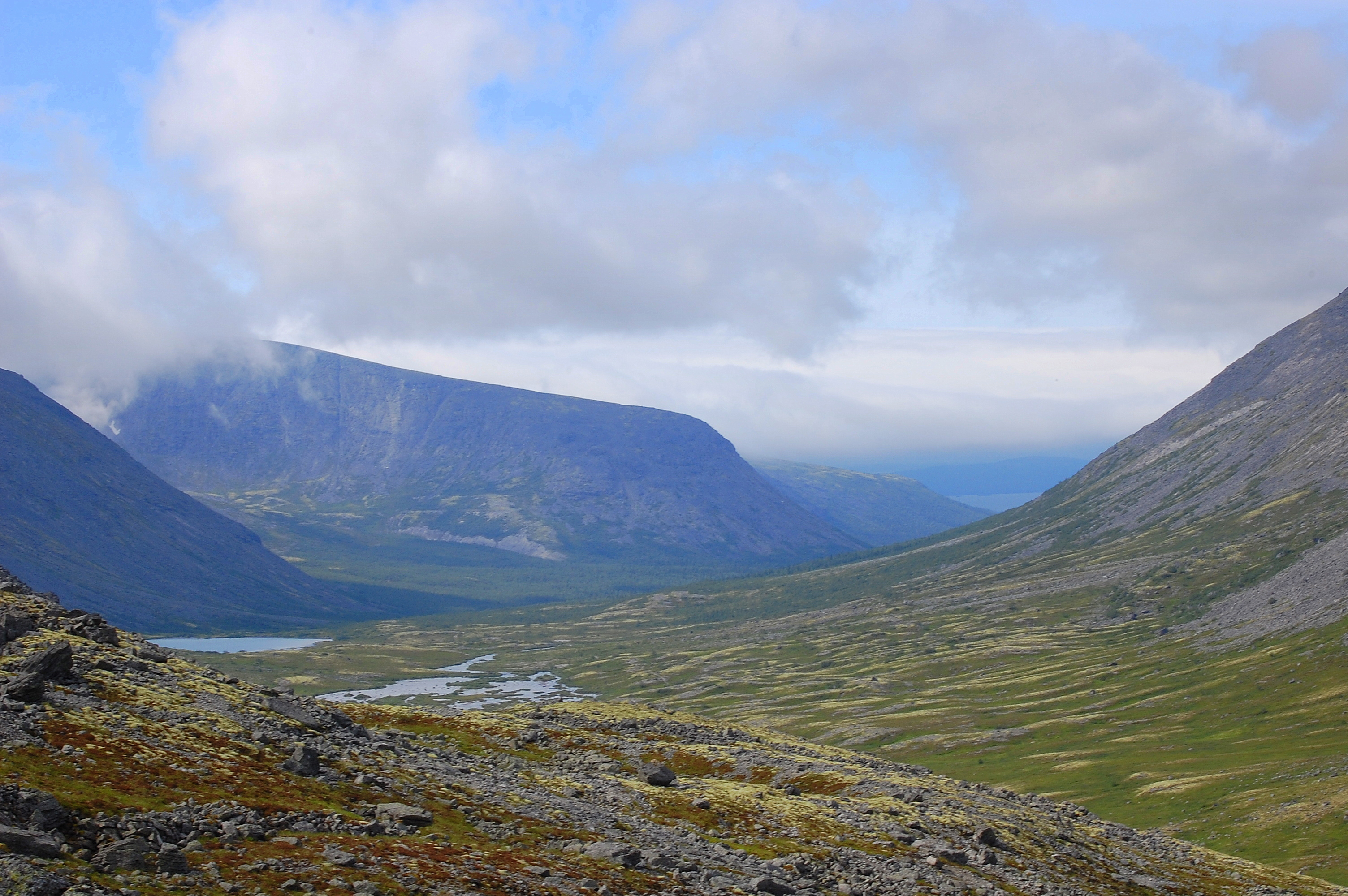
Příroda v Chibinském pohoří
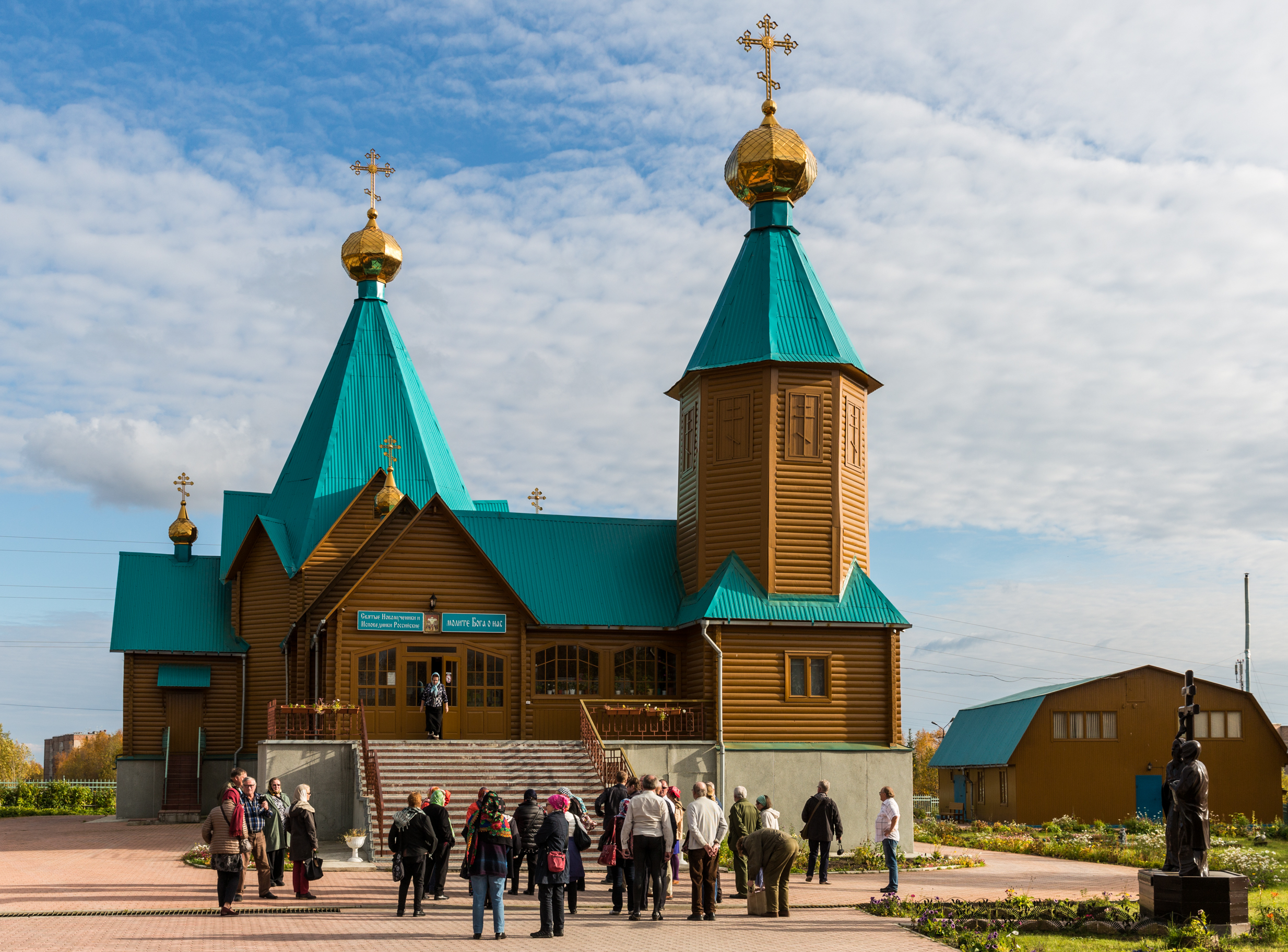
Chrám svatých novomučedníků a zpovědníků
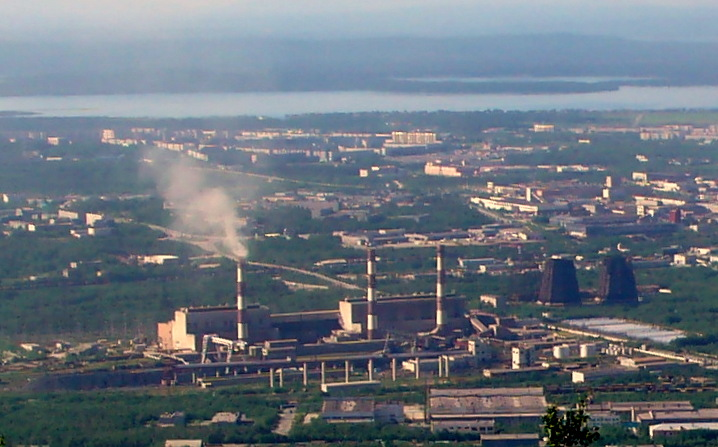
Elektrárna a jezero Imandra
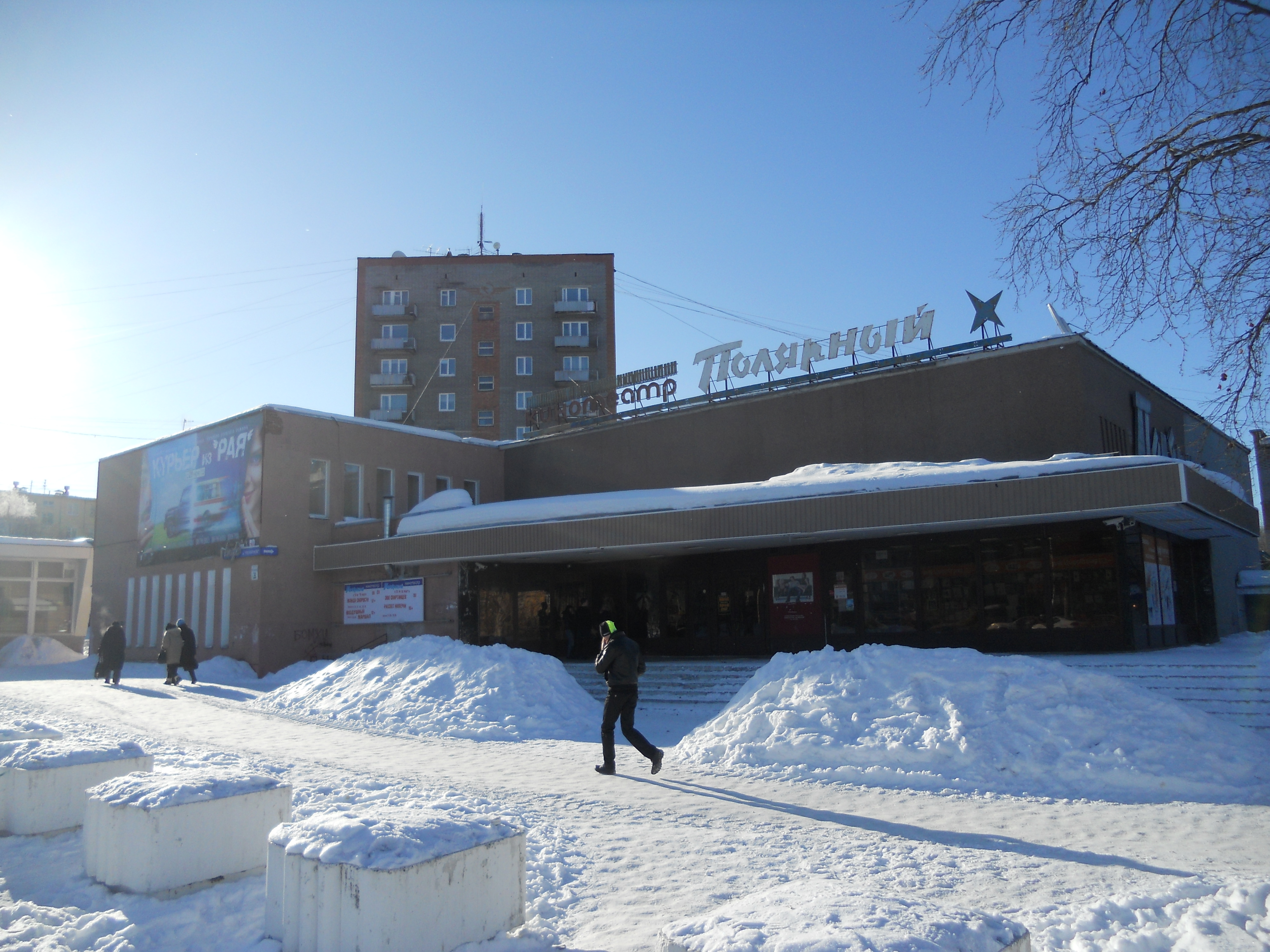
Kino "Poljarnyj", vybudované za sovětské éry
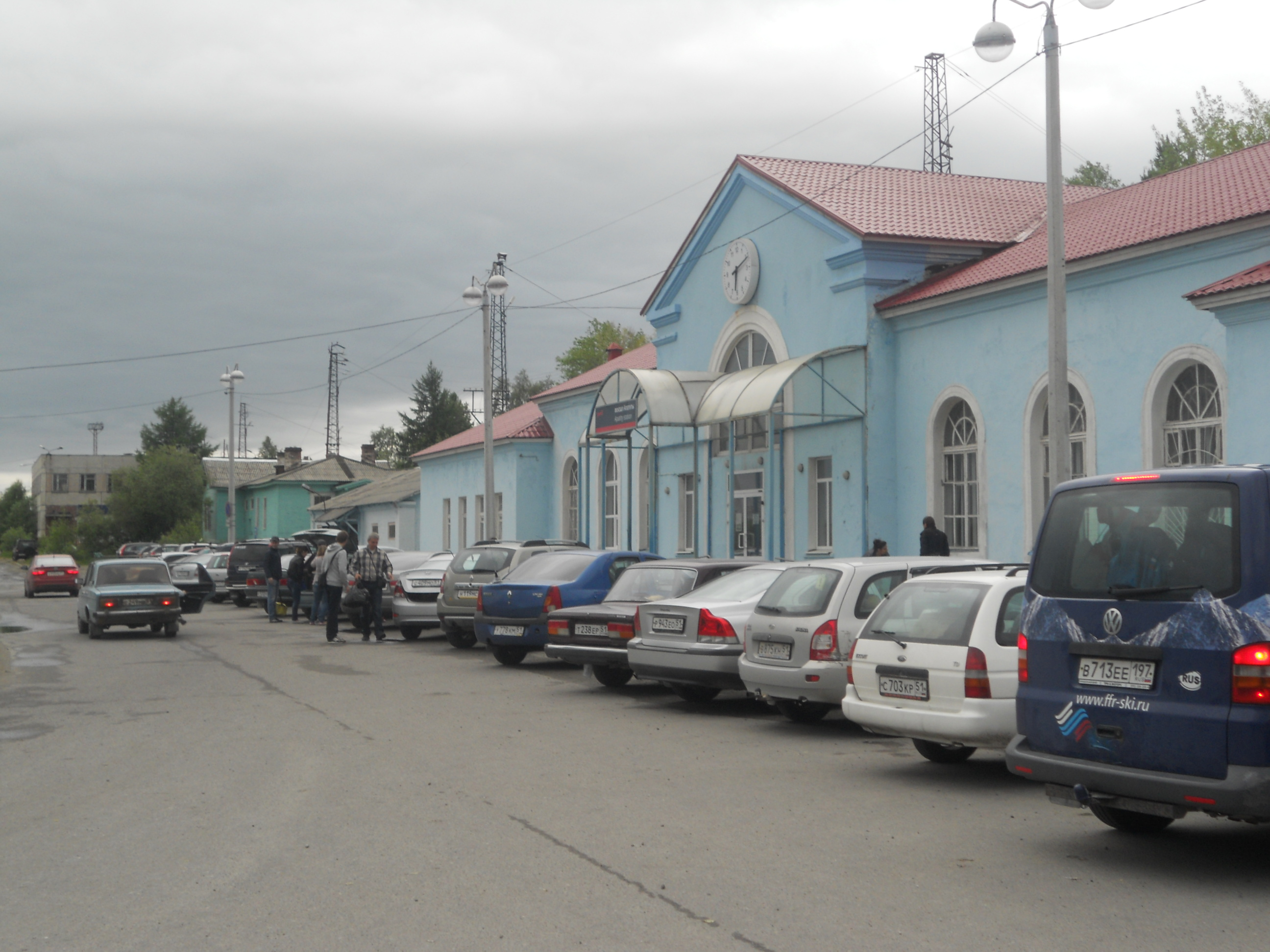
Železniční stanice Apatity-1